# ㅋ

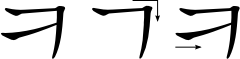
筆順

ㅋは、ハングルを構成する子音字母のひとつ。11番目の字母（『訓民正音』当時は最初の「ㄱ」と「ㆁ」の間の2番目（濃音も含めれば3番目）、『訓蒙字会』では「ㆁ」に次ぐ9番目、1751年の『三韻声彙』では現在の「ㅌ」と順序が逆の12番目）。名称はキウク（키읔）。

## 音声
後舌を軟口蓋に密着させて閉鎖を作り、一旦、空気の流れを完全に塞いだ後、一気に開放することによって作り出される軟口蓋破裂音の一種を表す。朝鮮語の破裂音には帯気するかそうでないか、喉頭緊張（テンス）を伴うかそうでないかによって三系統が存在する。この字母は帯気を伴う激音を表しており、音素記号は/kʰ/などで表される。
語頭の初声では有気無声軟口蓋破裂音[kʰ]で発音される。
語末や無声子音の前の終声では、閉鎖したまま開放しない内破音[k̚]、つまり終声の/ㄱ/で発音される。ただし、終声に母音が続く場合は初声化するので有気の無声軟口蓋破裂音[kʰ]となる。
漢字音でこれが現れることは非常に少なく、漢文教育用基礎漢字では快（쾌）のみである。また、固有語でも現れることはそれほど多くなく、この字母を含む言葉は外来語が多い。また、終声でこれが現れることも非常に少なく、부엌（台所）と녘（～の方）があるくらいである。
訓民正音によれば、次清であるため、終声に用いれば「入声」となるとされていた。訓民正音創製当時の中期朝鮮語以来、終声ㅋの音は終声ㄱと同じ[k]で変わっていないが、1930年の諺文綴字法以前の終声表記については、表記としての終声ㅋが登場するのは一部の資料に限られており、実際の発音に合わせてㄱ・ㄴ・ㄷ・ㄹ・ㅁ・ㅂ・ㅅ・ㆁ（ㆁは後にㅇと書かれるようになり、また近世朝鮮語で[s]が[t]に変わりその終声の表記もㅅに統一されㄷが使用されなくなる傾向が見られるようになった）の8種類のみが用いられることが多く、それによれば現代の終声ㅋに相当するものはㄱと書かれた。1930年の諺文綴字法では一部の激音や濃音などの終声表記が認められたが、それでも依然終声ㅋの表記は認められず、最終的に終声ㅋの表記が公認されたのは、1933年の朝鮮語綴字法統一案においてであった。
| 音価 | 終声字                     | 複合終声字           | 複合終声字 |
| 音価 | 終声字                     | 前                   | 後         |
| ---- | -------------------------- | -------------------- | ---------- |
| ㄱ   | ㄱ, ㅋ, ㄲ                 | ㄳ                   | ㄺ         |
| ㄷ   | ㄷ, ㅅ, ㅆ, ㅈ, ㅊ, ㅌ, ㅎ |                      |            |
| ㅂ   | ㅂ, ㅍ                     | ㅄ                   | (ㄼ), ㄿ   |
| ㄹ   | ㄹ                         | ㄼ, ㄽ, ㄾ, ㅀ, (ㄺ) |            |
| ㄴ   | ㄴ                         | ㄵ, ㄶ               |            |
| ㅁ   | ㅁ                         |                      | ㄻ         |
| ㅇ   | ㅇ                         |                      |            |

## 訓民正音
訓民正音初声体系では次清の牙音に分類されており、訓民正音の世宗序では「牙音如快字初發聲」と規定されている。その字形は『訓民正音解例』制字解によるとㄱに筆画を加えて作った加画字とされる。ㄱと同様に、縦線が左に流れて「ヲ」のようになることがある。
『訓蒙字会』（1527年）では初声独用8字に含まれており、キ（키、箕）と名付けられていた。キウクという名称は1933年の朝鮮語綴字法統一案で名付けられた。

## ラテン文字転写
文化観光部2000年式ではk、マッキューン＝ライシャワー式ではk'と表記される。終声はどちらの方式でもkと表記される。

## 文字コード
| 名称                     | 用途   | コード | HTML実体参照コード | 表示 |
| HANGUL LETTER KHIEUKH    | 単体   | U+314B | &#12619;           | ㅋ   |
| HANGUL CHOSEONG KHIEUKH  | 初声用 | U+110F | &#4367;            | ᄏ   |
| HANGUL JONGSEONG KHIEUKH | 終声用 | U+11BF | &#4543;            | ᆿ     |

## その他
韓国のネットコミュニティ上では、笑いを表現する際に ㅋ がよく使用されている。これは、くすくす笑う姿を意味する"킥킥"の省略体であり、日本国内における ｗ （"warai"の略）や （笑） と同様である。ㅋㅋも参照。